# کارباپنام
کرباپنام(به انگلیسی: Carbapenam) یک ترکیب بتا-لاکتام است که یک کارباپنم اشباع محسوب می‌شود. مشتقات این ترکیب در درجه اول به عنوان واسطه بیوسنتزیک در راه رسیدن به آنتی‌بیوتیک‌های کرباپنم کاربرد دارند. 